# 鳳山庁

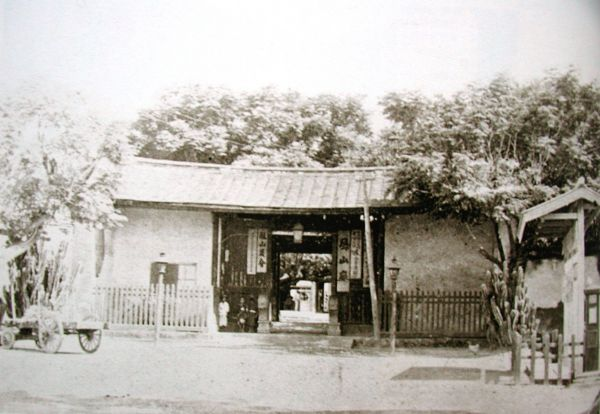
鳳山庁舎

鳳山庁（ほうざんちょう）は、日本統治時代の台湾の地方行政区分のひとつ。

## 地理
打狗、楠梓坑、阿公店の3つの支庁および直轄区域から構成された。

## 歴史

### 沿革
- 1901年（明治34年）11月 - 台南県から分立し成立する。
- 1905年（明治38年）6月 - 打狗庁舎を旗後街から哨船頭街に移転した[1]。
- 1909年（明治42年） - 塩水港庁の一部と共に台南庁に編入する。

## 行政

### 歴代庁長
- 横山虎次